# Provincia de Sabaragamuwa
Sabaragamuwa (Cingalés: සබරගමුව පළාත; Tamil: சப்ரகமுவா மாகாணம்) es una provincia de Sri Lanka, con dos ciudades importantes: Ratnapura y Kegalle. La Universidad de Sabaragamuwa está en Belihuloya. Los indígenas la denominaron Sabara. Su superficie total es de 4968 kilómetros cuadrados.

## Distritos
Se subdivide en un par de distritos:
- Distrito de Kegalle (1663 km²)
- Distrito de Ratnapura (3237 km²)

## Capital
En una elevación de aproximadamente 5000 pies sobre el nivel del mar, Ratnapura es la capital provincial de Sabargamuwa. Está a 60 millas (100 kilómetros) de la ciudad costera principal de Colombo. Su población total ronda las 1.918.880 habitantes.